# صناعة الجوع: خرافة الندرة
صناعة الجوع: خرافة الندرة (بالإنجليزية: Food First: Beyond the Myth of Scarcity)‏ هو كتاب يتحدث عن أزمة الغذاء العالمية، ودور السياسات الأمريكية والأوروبية المتعلقة بمنع دول العالم الثالث من أن تنتج ما يكفيها من الغذاء، لأن القليل الذي تنتجه دول العالم الثالث يذهب لتلك الدول! ففي الوقت الذي تنتج الأرض ما يكفي لإطعام ساكنيها وأكثر، يوجد نصف مليار جائع! وبالتحليل والأرقام والوقائع، يتبين أن 3٪ من سكان العالم يتحكمون في ما يقارب 77٪ من مساحة الأراضي الزراعية، وأن ما يزرع من مجمل الأراضي الزراعية لا يتجاوز 44٪، بينما لا تصل النسبة في بلدان العالم الثالث إلى 20٪.
يقول المؤلفان: «إن من أكثر الخرافات الغذائية ظلماً، تلك التي تقول إن البلدان المتخلفة لا يمكنها أن تزرع سوى «محاصيل مدارية» وفي الحقيقة بإمكان هذه البلدان أن تزرع مجموعة كثيرة التنوع من المحاصيل، لأن التركيز على عدد محدود من المحاصيل يخلق حالة من ضعف البنية الاقتصادية التي تتميز بها البلدان المتخلفة، وضعف البنية هذا يعني عدم القدرة على السيطرة على مصيرها، والحقيقة أيضاً هي أن المزارعين يكدحون في الزراعة، ولكن هذه الحقيقة لا تعني أنهم هم الذين يأكلون ما زرعوا، فإنتاجهم يذهب بالأحرى إلى «سوبر ماركت عالمي لا يستطيع أي شخص بلا نقود أن يقف في طابور الدفع فيه»، وأن الشركات الزراعية تتحدث عن إنتاج الغذاء في البلدان المتخلفة، ولكنها لا تتحدث عن الأغذية الأساسية التي يحتاجها الجياع، مثل الفول والذرة والأرز، وإنما تشير إلى محاصيل الترفيه، مثل المانجو والأناناس، وحتى الزهور. وعن ظلم وجشع تلك الشركات تطرق المؤلفان إلى الفضائح المتصلة ب «لبن الأطفال» وكيف أن تلك الشركات الزراعية تسهم في سوء التغذية لدى الأطفال»!
ويرى المؤلفان: «أن أي دارس جاد لسياسات المعونة الأمريكية لا يمكنه أن يتهم الولايات المتحدة بأنها طيبة القلب، فالمعونة الخارجية شديدة الانتقاء بالفعل وتذهب لخدمة المصالح السياسية والاقتصادية الضيقة لمجموعات معينة من الدول المختلفة، وإن العديد من البلدان المتخلفة هي مصدرة للغذاء خصوصاً الأغذية عالية البروتين، وبناءً على مقولة «الرعب القاتل» يجب توزيع الغذاء بحرص لضمان بقاء أنفسنا، لفتح باب فخ الديون، وهجوم البنك الدولي على الفقراء لتتناول سياساته الفقراء كمستهدفين».

## المشاركون في الكتاب

### المؤلفان
مؤلفا الكتاب وهما السيدة فرانسيس مورلابيه التي اشتغلت بالبحث والكتابة في قضيه الغذاء في العالم منذ عام 1969، وقد ترجم كتابها «غذاء لكوكب صغير» إلى عدة لغات، ونشرت أيضا مقالات عدة في مجالات أكاديمية وغير أكاديمية. والثاني هو جوزيف كولينز الذي قام بدراسة خاصة حول الشركات المتعددة الجنسيات وسياسات حكومات العالم الأول في مناطق العالم الثالث. وقد تعاون مع آخرين في تأليف كتاب بعنوان «المدى العالمي. قوة الشركة متعددة الجنسيات».

### المترجم
مترجم الكتاب هو الأستاذ أحمد حسان، وهو أديب من مصر نشر عددا من المقالات والقصص والأشعار في المجلات والصحف المصرية والعربية. كما صدر له في القاهرة كتاب بعنوان «لوركا: مختارات جديدة» وفي بيروت كتاب بعنوان «المكارثية والمثقفون» وكتاب بعنوان «برتولت بريخت: قصائد 1913-1956».

## ملخص الكتاب
يناقش في الفصل الأول خطأ الفكرة المنتشرة بعدم قدرة الأرض على الوفاء بحاجة البشر بل يؤكد أن الإنتاج قادر على توفير الغذاء للجميع وأن الخلل ناتج عن سيطرة غير عادلة تؤدي إلى إيقاف تطور الإنتاج الزراعي. وقد أشار إلى نقطة هامة أن الجوع ينتشر أكثر في المناطق التي تتحكم بها قلة في المساحات المزروعة وطبقا لإحصائيات أشار لها أكد أن إنتاجية المساحات الواسعة الاستثمارية أقل من أقل إنتاج لأرض صغيرة تستخدم لإطعام صاحبها. كما أكد أن معظم الثروة التي يتم الحصول عليها من الزراعة الاستثمارية لا تعود للاستثمار الزراعي بل تسحب لأغراض ترفيهية أو استهلاكية.
كما يشير إلى إحدى الإحصائيات أن في عام 73 قامت 36 دولة من بين أفقر 40 دولة متضررة من تضخم أسعار الغذاء بتوريد سلع غذائية للولايات المتحدة، أي أن تعظيم الربح مقدم على تحقيق اكتفاء للمجتمع من الطعام أو تقليل حدة التضخم في أسعار الغذاء على الأقل.
ويشير إلى نموذج آخر في بنجلاديش حيث ينهار سعر الأرز في وقت الحصاد بفعل «كبار رجال السوق» وهو المحصول الرئيسي هناك فيضطر الفلاحون لبيع كميات كبيرة ليسددوا ديونهم الربوية ولا يبقى لهم الكثير ليأكلونه، واستغلال الأراضي لزراعات التصدير ظاهرة منتشرة في كل البلدان الفقيرة غذائيا والفاسدة بالتوأمة كما أشار إلى ذلك في الفصل الرابع. ويشير الكاتب إلى صورة أخرى من الاستغلال في الثروة السمكية في بنجلاديش حيث كل المصادر تحت سيطرة قلة تتحكم في الإنتاج والأسعار وتحرم الشعب من واحدة من أكبر الثروات السمكية في العالم.
ويتحدث في الفصل الخامس عن استراتيجيات صناعة الندرة للحفاظ على الأسعار وضرب مثلا بما فعلته أمريكا في بداية سبعينيات القرن السابق بالتخفيض الحاد في إنتاج القمح للحفاظ على أسعاره وهذه أحد أدوات صناعة الجوع. ويستمر الكاتب في عرض الكوارث الصانعة للجوع فيشير إلى التأثيرات المدمرة لاستخدام المواد الكيماوية في الزراعة وأنها أحد أدوات انتزاع الأرض باستخدام الديون المتراكمة من الفلاحين.
ويطرح الكاتب سؤالا في الفصل التاسع عن سبب عدم قدرة الأمم على إطعام نفسها وأشار إلى أن التراث الاستعماري واحدا من أهم الأسباب التي أدت إلى ذلك، فقد أدى التطور الطبيعي في كل المجتمعات «البدائية» من وجهة نظر المستعمر إلى الوصول لمستوى مثالي من استغلال الأرض والموارد، ولكن المستعمر المتطور أعاد بنية النظام لا ليحسن الإنتاج «طبقا لما يدعي» بل لتضخيم الثروة لصالحه وليحترق العالم. فكما قال جون ستيوارت ميل «طبقا للكتاب» أن المستعمرات هي مجرد فرع من النظام الزراعي للمركز المستعمر.
والتشوه الكبير الذي قامت به القوى الاستعمارية في تغيير الخرائط الزراعية بالدول المحتلة لا تزال تأثيراته السلبية مستمرة حتى الآن وأدت إلى وجود حالة من الخلل الدائم خاصة مع بقاء أذيال الاستعمار في مفاصل السلطة والثروة في الكثير من المجتمعات مما حافظ على التشوه حتى الآن دافعا إلى المزيد من الجوع. ويؤكد الكاتب ذلك في الفصل العاشر حيث يشير أن هياكل الإنتاج والتجارة أصبحت مبنية لخدمة التصدير وضد مصلحة الشعوب.
ويؤكد الكاتب في الفصل الحادي عشر أن إنتاجية المزارع الصغيرة والمتناهية الصغر أكبر وأوفر من الضياع الكبيرة التي تنشأ بهدف الاستثمار ويشير إلى أن غياب دعم المساحات الصغيرة والبالغة الصغر ليس بالأمر الجيد، وهذا يؤكد أن فكرة دعم تعظيم الثروة وليس دعم إنهاء الجوع هو الهدف من كل منظومات الدعم في غالبية النظم، ولذلك يشير الكاتب إلى أن الأزمة الرئيسية ليست في زيادة إنتاج الطعام ولكنها في غياب العدالة والقيم.
يناقش الكاتب أيضا الميكنة الزراعية وهل تصنع قيمة مضافة؟ ربما صحيح بالنسبة لصاحب رأس المال ولكن ما هو تأثيرها على العمال المعدمين؟ فاستخدام الميكنة الزراعية تقلل الاحتياج للعمال إلى الخمس مع ملاحظة أن تأثيرها على زيادة الإنتاج لا يكاد يذكر، الكتاب ليس ضد الميكنة فهو يقول: «من العبث أن يكون المرء محطم آلات بدائي»، ولكن يبدو أنه يعني أن استخدامها في البلدان كثيفة العمالة ينبغي أن يكون بحذر أكثر وخاصة في ظل محدودية الأرض المتاحة.

## محتوى الكتاب
- الفصل الأول: بشر أكثر مما يجب، وأرض أقل مما يجب؟
- الفصل الثاني: هل البشر عقبة أم مورد؟
- الفصل الثالث: تحديد النسل وتحديد الثروة
- الفصل الرابع: ضغط السكان على البيئة
- الفصل الخامس: رعب الأسعار
- الفصل السادس: الغذاء في مقابل ترويج السموم
- الفصل السابع: المجاعات والتاريخ
- الفصل الثامن: الجفاف في الساحل الإفريقي
- الفصل التاسع: لماذا لا تستطيع الأمم إطعام نفسها
- الفصل العاشر: ميراث الاستعمار
- الفصل الحادى عشر: التركيز الضيق على المزيد من إنتاج الغذاء
- الفصل الثاني عشر: نتائج الثورة الخضراء
- الفصل الثالث عشر: تقويض أمن العالم الغذائي
- الفصل الرابع عشر: ميكنة الزراعة
- الفصل الخامس عشر: إنتاجية المزارع الكبيرة والصغيرة
- الفصل السادس عشر: هل الإصلاح الزراعي ضد الإنتاج؟
- الفصل السابع عشر: القيام بما يأتي طبيعياً
- الفصل الثامن عشر: الخاسرون
- الفصل التاسع عشر: الرابحون
- الفصل العشرون: تغيير اللعبة
- الفصل الحادي والعشرون: العم سام السخي
- الفصل الثاني والعشرون: السعي الأمريكي إلى القوة الغذائية
- الفصل الثالث والعشرون: شركات الغذاء المتعددة الجنسيات وإطعام الجياع
- الفصل الرابع والعشرون: تغيير الوجبات التقليدية
- الفصل الخامس والعشرون: فضيحة غذاء الأطفال
- الفصل السادس والعشرون: ثالوث المعونة
- الفصل السابع والعشرون: فخ الديون
- الفصل الثامن والعشرون: هجوم البنك الدولي على الفقر
- الفصل التاسع والعشرون: قيمة المعونة الغذائية

## وصلات خارجية
- المكتبة الإسلامية الإلكترونية الشاملة
- قراءة الكتاب أون لاين
- سودارس: كتاب «صناعة الجوع.. خرافة الندرة.. بشر أكثر وأرض أقل»!
- إيلاف: مشكلة الجوع.. ندرة موارد أم غياب عدالة
- الإمارات اليوم: صناعة الجوع
- الأهرام المسائي: صناعة الجوع وخرافة الندرة
- وكالة عمون الإخبارية: صناعة الجوع
- جريدة القدس العربي: لماذا لا تستطيع أفريقيا إطعام نفسها